# Boelie Kessler

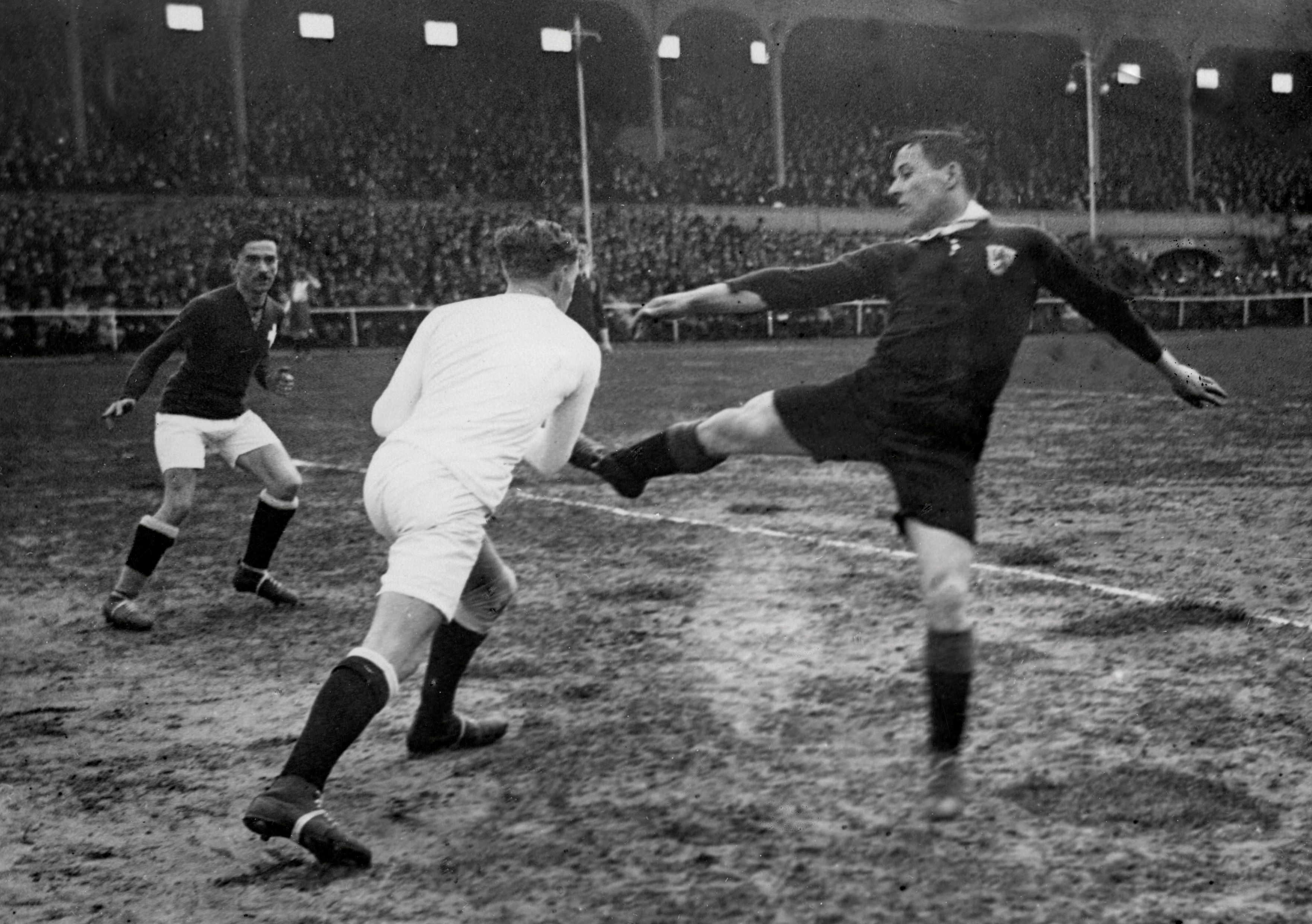
Boelie Kessler (rechts, 1921)

Hermann Johannes „Boelie“ Kessler (* 30. November 1896 in Den Haag; † 17. August 1971) war ein niederländischer Fußballspieler, der wie sein zwölf Jahre älterer Bruder Dolf und seine Vettern Dé und Tonny Kessler für den HVV aus Den Haag und in der niederländischen Nationalmannschaft spielte.
Wie sein Cousin Dé war Boelie Kessler ein „geborener Fußballer “, der aber erst mit 22 Jahren, im ersten Spiel nach dem Weltkrieg, sein Debüt in der Nationalmannschaft gab – einer von sieben Debütanten neben Veteranen wie seinem Vetter Dé, Just Göbel, Leo Bosschart und Cas Ruffelse, die bereits 1914 und früher in der Oranje Elftal gespielt hatten. Sein erstes Tor für sein Heimatland erzielte er in seinem zweiten Match am 5. April 1920, nämlich den ersten Treffer beim 2:0-Sieg gegen Dänemark. Bis zum November 1922 gehörte Boelie Kessler unregelmäßig, aber immer wieder zum Kader des NVB, stand allerdings nicht auf der Liste der Spieler, die bei den Olympischen Spielen in Antwerpen für die Niederlande antraten. Sein letzter von neun Einsätzen (mit zwei Toren) war bei der 0:5-Niederlage auf dem Berner Spitalacker gegen die Schweiz; er wurde nach der Halbzeitpause gegen Appie Groen ausgewechselt.